# Memede Sadeque Paxá

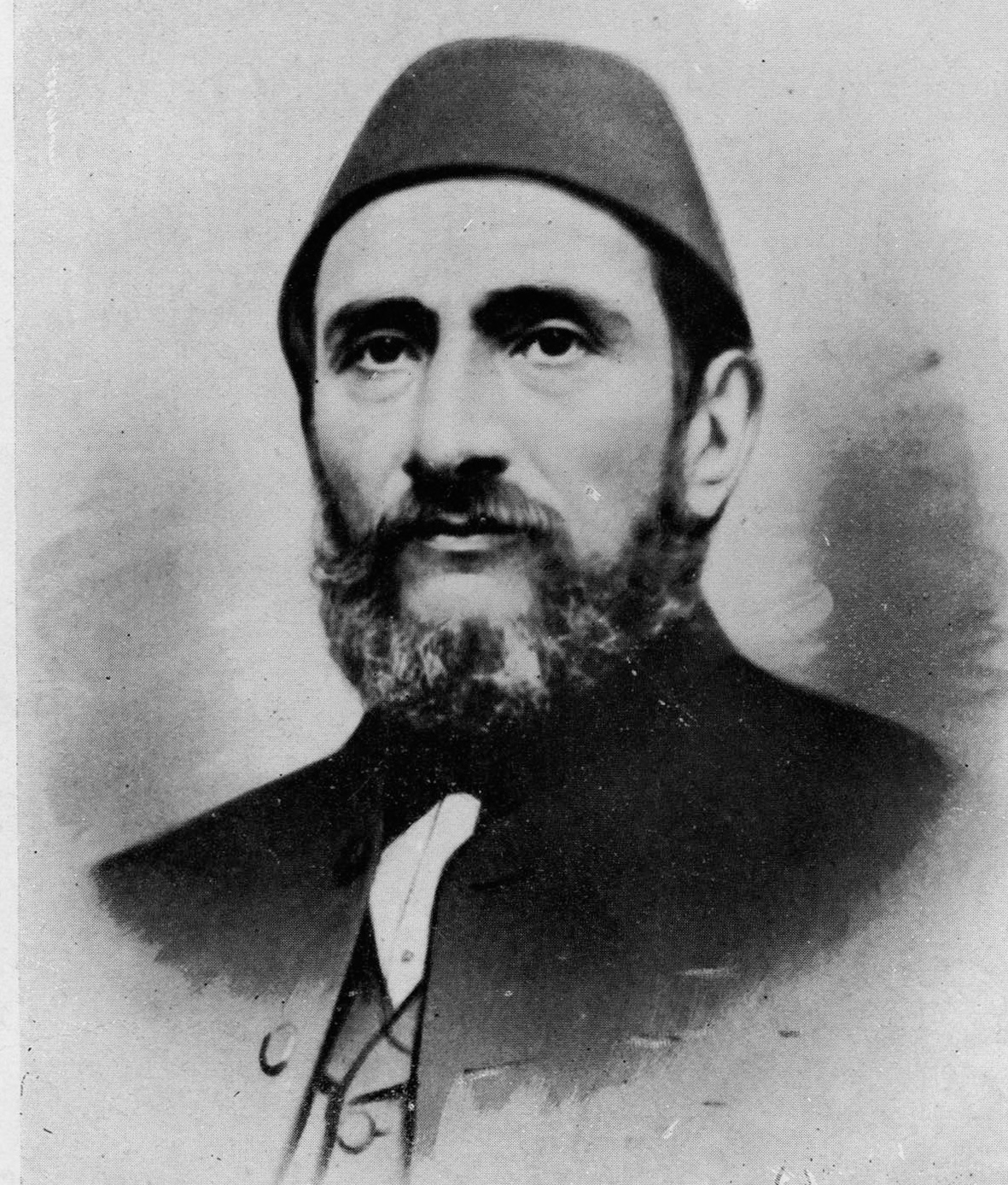
Memede Sadeque Paxá, grão-vizir otomano durante o reinado de Abdulamide II

Memede Sadeque Paxá (em turco: Mehmed Sadık Pasha; 1825-1901) foi um estadista conservador otomano. Ele foi grão-vizir do Império Otomano de 18 de abril de 1878 até 28 de maio de 1878. Ele também serviu como governador do vilaiete de Aidim do Império Otomano.